# Hadley (Massachusetts)
Hadley é uma vila localizada no condado de Hampshire no estado estadounidense de Massachusetts. No Censo de 2010 tinha uma população de 5.250 habitantes e uma densidade populacional de 82,38 pessoas por km².

## Geografia
Hadley encontra-se localizado nas coordenadas 42° 21′ 23″ N, 72° 34′ 07″ O. Segundo o Departamento do Censo dos Estados Unidos, Hadley tem uma superfície total de 63.73 km², da qual 59.79 km² correspondem a terra firme e (6.18%) 3.94 km² é água.

## Demografia
Segundo o censo de 2010, tinha 5.250 pessoas residindo em Hadley. A densidade populacional era de 82,38 hab./km². Dos 5.250 habitantes, Hadley estava composto pelo 91.41% brancos, o 1.94% eram afroamericanos, o 0.17% eram amerindios, o 4.06% eram asiáticos, o 0.02% eram insulares do Pacífico, o 0.78% eram de outras raças e o 1.62% pertenciam a duas ou mais raças. Do total da população o 3.1% eram hispanos ou latinos de qualquer raça.